# Lankoué
Lankoué ist sowohl eine Gemeinde (französisch commune rurale) als auch ein dasselbe Gebiet umfassendes Departement im westafrikanischen Staat Burkina Faso, in der Region Boucle du Mouhoun und der Provinz Sourou. Die Gemeinde hat in 12 Dörfern 15.916 Einwohner.